# Hipposideros ridleyi
Hipposideros ridleyi là một loài động vật có vú trong họ Dơi nếp mũi, bộ Dơi. Loài này được Robinson & Kloss mô tả năm 1911.